# Michael Mayr (Judoka)
Michael Mayr (* 7. März 1988 in Oberösterreich) ist ein  österreichischer Judoka. Er trägt den 1. Dan.

## Biografie
Michael Mayr kämpft für die Judo Union Flachgau und die Judo Union Pinzgau in der österreichischen Erste Judo-Bundesliga. Nach der Matura verpflichtete er sich beim Heeresleistungssportzentrum und ist ein fester Bestandteil der österreichischen Nationalmannschaft.
Bei der Juniorenweltmeisterschaft in Santo Domingo 2006 erreichte er den 5. Rang.

## Erfolge
- 2. Rang A-Tournament U20 German Open Berlin 2007 - 66 kg
- 3. Rang IJF World Cup Kairo 2010 - 66 kg
- 3. Rang World Cup Tallinn 2009 - 73 kg
- 3. Rang Swiss Open Baar - EJU 2008 - 73 kg
- 3. Rang European U20 Championships Prag 2007 - 66 kg
- 5. Rang World Cup Brazil Belo Horizonte 2009 - 73 kg
- 5. Rang World Junior Championships U20 Santo Domingo 2006 - 66 kg

- mehrfacher österreichischer Meister im Nachwuchs[2]